# Jan Markowski (robotnik)
Jan Markowski (ur. ok. 1889 roku – zm. 16 stycznia 1906 roku) – robotnik lubelski, prawdopodobny sprawca zamachu na naczelnika lubelskiej stacji kolejowej Iwana (wedle innej wersji Wasyla) Szpakowa, stracony bez wyroku sądu.
10 stycznia 1906 roku (28 grudnia 1905 roku starego stylu) Szpakow, znienawidzony jako denuncjator i prześladowca strajkujących kolejarzy, uczestniczył w pogrzebie jednego ze swoich podwładnych; orszak szedł ulicą Zamojską. Niedaleko ulicy Królewskiej młody mężczyzna podszedł do Szpakowa i zabił go strzałem z rewolweru. Zamachowiec zbiegł i ukrył się w jednej z pobliskich kamienic. Podczas rewizji, w mieszkaniu maszynisty Mieczysława Różyckiego zatrzymano zachowującego się podejrzanie Markowskiego. Trzej uczestnicy pogrzebu rozpoznali w nim zamachowca. 
Poinformowany o zamachu warszawski generał-gubernator Gieorgij Skałon polecił rozstrzelać zabójcę. Na tej podstawie generał-lejtnant Eugeniusz Kakurin 13 stycznia 1906 roku (31 grudnia 1905 roku starego stylu) wydał postanowienie nr 37, skazujące Jana Markowskiego na śmierć przez rozstrzelanie. Kaźń miała miejsce 16 stycznia (3 stycznia starego stylu) 1906 roku w lesie w pobliżu Krępca. Zgodnie z obowiązującą praktyką, ciało zabitego pochowano w miejscu egzekucji a grób stratowano. Pomimo próśb matki skazanego, nie wskazano jej miejsca pogrzebania zwłok syna. 
Późniejsze śledztwo wskazało na fakt śledzenia przez Markowskiego naczelnika Szpakowa oraz ujawniło kierowanie przez Różyckiego strajkami na kolei. Tym samym winę Markowskiego można uznać za prawdopodobną. Niemniej egzekucja Jana Markowskiego była jedynym przypadkiem zastosowania w guberni lubelskiej prawa karania śmiercią bez wyroku sądu, wyinterpretowanego z art. 12 przepisów o stanie wojennym. Kaźń ta odbiła się szerokim echem w prasie socjalistycznej.